# فرودگاه آبی کیوکوت
فرودگاه آبی کیوکوت (به انگلیسی: Kyuquot Water Aerodrome) یک فرودگاه همگانی است که یک باند فرود آب دارد. این فرودگاه در کشور کانادا قرار دارد و در ارتفاع ۰ متری از سطح دریا واقع شده است.